# Tetrametrina
La tetrametrina es una sustancia química sintética empleada como insecticida y acaricida, se utiliza comúnmente para el control de pulgas, garrapatas y piojos. 
Pertenece a la familia de compuestos denominados piretroides, que actúan como neurotoxinas alterando el funcionamiento del sistema nervioso de los insectos. Por lo general, perros y gatos son tolerantes a la tetrametrina, pues la toxicidad de este compuesto es aproximadamente 1000 veces mayor contra los parásitos que contra los mamíferos. La tetrametrina es extremadamente tóxica para organismos acuáticos.
Los síntomas de la intoxicación por Tetrametrina al igual que todos los piretroides relacionados, son hiperexcitabilidad, hipersalivación, vómito, diarrea y agotamiento físico.
No existe un antídoto específico, pero se lleva a cabo un tratamiento sintomático y de apoyo.
El producto comercial es una mezcla de estereoisómeros, como por ejemplo la d-Tetrametrina.
Su punto de fusión se encuentra entre los 65 y 80 °C.
Es soluble en etanol, metanol, hexano, tolueno y acetona.